# Cratere Grotrian
Grotrian è un cratere lunare di 36,78 km situato nella parte sud-occidentale della faccia nascosta della Luna, a nord dell'enorme cratere Schrödinger, all'interno della regione ricoperta dal materiale espulso (ejecta) di quest'ultimo. La lunga formazione Vallis Planck si trova appena a nord del cratere Grotrain e si estende a nord-nordovest verso il cratere Pikel'ner.
La parete esterna ha una forma circolare, con piccoli crateri che rompono la sua simmetria lungo l'orlo meridionale. Tranne questi, questo cratere non è stato consumato o eroso da altri impatti.
Il cratere è dedicato all'astronomo tedesco Walter Grotrian.

## Crateri correlati
Alcuni crateri minori situati in prossimità di Grotrian sono convenzionalmente identificati, sulle mappe lunari, attraverso una lettera associata al nome.
| Grotrian | Coordinate             | Diametro (in km) |
| -------- | ---------------------- | ---------------- |
| X        | 64°05′24″S 125°17′24″E | 17,73            |